# Trần Quang Thắng
Chiến sĩ Trần Quang Thắng (1953) Dũng sĩ diệt máy bay Mỹ ngụy,  Anh hùng lực lượng vũ trang nhân dân.

## Tiểu sử
Ông Trần Quang Thắng sinh năm 1953 tại thị trấn Thất Khê, huyện Tràng Định, tỉnh Lạng Sơn.

## Binh nghiệp - Thành tích
- Năm 1971 ông tròn 18 tuổi tình nguyện lên đương nhập ngũ, ông được bên chế vào Đại đội 4 tiểu đoàn 172, trung đoàn 64, sư đoàn 361, quân chủng Phòng không - Không quân.
- Chiến sĩ Thắng cùng đơn vị nhận nhiệm vụ mới hành quân vượt dãy Trường Sơn vào mặt trận các tỉnh: Bến Tre, Tây Ninh, Đồng Tháp và biên giới phía Tây Nam... Đảm nhiệm vai trò là xạ thủ bắn tên lửa A72, mục tiêu là bám sát trận địa địch, bắn máy bay chỉ huy, máy bay trinh sát và máy bay chiến đấu tầm thấp hỗ trợ cho các đơn vị bộ binh của ta.
- Từ tháng 4/1972 đến 30/4/1975, ông tham gia 9 trận đánh, bắn 9 quả tên lửa A72, hạ 7 máy bay địch.

## Vinh danh - Khen thưởng
Nhà nước phong tặng danh hiệu  Anh hùng Lực lượng vũ trang nhân dân.(2015)
Huân chương Chiến công hạng Ba.
07 Danh hiệu Dũng sĩ diệt Mỹ - Ngụy
Nhiều phần thưởng cao quý khác.

## Ghi Chú
Đồng đội A72 được nhà nước Phong tặng, Truy tặng Anh hùng LLVT Nhân Dân:
Anh hùng đại đội 3 tiểu đoàn 172
- Bùi Anh Tuấn
- Hoàng Văn Quyết
- Trần Văn Xuân
- Phan Kim Kỳ
- Nguyễn Văn Thoa
- Nguyễn Ngọc Chiến
- Nguyễn Quang Lộc

Anh hùng đại đội 4 tiểu đoàn 172
- Vũ Danh Tòng
- Nguyễn Văn Toản
- Trần Quang Thắng

## Liên Kết
https://www.qdnd.vn/quoc-phong-an-ninh/xay-dung-quan-doi/nhung-nguoi-vo-nhung-anh-hung-597676